# Bastipur (Sindhuli)
Bastipur (nep. बस्तिपुर) – gaun wikas samiti w środkowej części Nepalu w strefie Dźanakpur w dystrykcie Sindhuli. Według nepalskiego spisu powszechnego z 2001 roku liczył on 467 gospodarstw domowych i 2909 mieszkańców (1527 kobiet i 1382 mężczyzn).